# Гудовщина (Сумская область)

Гудовщина (укр. Гудівщина) — село,
Калиевский сельский совет,
Шосткинский район,
Сумская область,
Украина.
Код КОАТУУ — 5925382502. Население по переписи 2001 года составляло 6 человек.

## Географическое положение
Село Гудовщина находится между сёлами Калиевка и Залесье (2,5 км).
Местность вокруг села болотистая, по ней протекает много мелких ручьёв.